# Metaphaena cristata
Metaphaena cristata är en insektsart som beskrevs av Ronald Gordon Fennah 1957. Metaphaena cristata ingår i släktet Metaphaena och familjen lyktstritar. Inga underarter finns listade i Catalogue of Life.